# Командване на Тактическата авиация при ГВВС
Командването на тактическата авиация (гръцки: Αρχηγείο Τακτικής Αεροπορίας – ATA) е създадено с кралски указ 46 от 30 април 1952 г. Оттогава е претърпяло различни трансформации. Организационно командването се състои от 7 авиокрила и 8 авиополка.

## 110 авиокрило
110 авиокрило (гръцки: 110 Πτέρυγα Μάχης – 110 ПМ) е дислоцирано на летище Лариса. Създадено на 12 януари 1953 г. Организационно в него са включени:
- 337 авиоескадрила „Фантом“ (337 Μοίρα „Φάντασμα“)
- 346 авиоескадрила „Язон“ (346 Μοίρα „Ιάσων“)
- 348 авиоескадрила „Очи“ (348 Μοίρα „Μάτια“)

## 111 авиокрило
111 авиокрило (гръцки: 111 Πτέρυγα Μάχης – 111 ΠΜ) е дислоцирано на летище Неа Анхиало. Създадено е през 1950 г. Организационно в него са включени:
- 330 авиоескадрила „Мълния“ (330 Μοίρα „Κεραυνός“)
- 341 авиоескадрила „Ас“ (341 Μοίρα "Άσσος)
- 347 авиоескадрила „Персей“ (347 Μοίρα "Περσεύς}

## 113 авиокрило
113 авиокрило (гръцки: 113 Πτέρυγα Μάχης – 113 ΠΜ) е дислоцирано на летище Микра. Създадено е през 1954 г. Организационно в него са включени:

### 114 авиокрило
114 авиокрило (гръцки: 114 Πτέρυγα Μάχης – 114 ΠΜ) е дислоцирано на летище Танагра. Създадено е на 12 август 1965 г. Организационно в него са включени:
- 331 авиоескадрила „Егей“ (331 Μοίρα „Αιγαίας“)
- 332 авиоескадрила „Сокол“ (332 Μοίρα „Γεράκι“)

## 115 авиокрило
115 авиокрило (гръцки: 115 Πτέρυγα Μάχης – 115 ΠΜ) е дислоцирано на летище Суда. Създадено е през 1954 г. Организационно в него са включени:
- 334 авиоескадрила „Талос“ (334 Μοίρα „Τάλως“)
- 340 авиоескадрила „Лисица“ (340 Μοίρα „Αλεπού“)
- 343 авиоескадрила „Звезда“ (343 Μοίρα „Αστέρι“)

## 116 авиокрило
116 авиокрило (гръцки: 116 Πτέρυγα Μάχης – 116 ΠΜ) е дислоцирано на летище Араксос. Създадено е на 1 април 1962 г. Организационно в него са включени:
- 335 авиоескадрила „Тигри“ (335 Μοίρα „Τίγρεις“)
- 336 авиоескадрила „Ястреб“ (336 Μοίρα „Γεράκι“)

## 117 авиокрило
117 авиокрило (гръцки: 117 Πτέρυγα Μάχης – 117 ΠΜ) е дислоцирано на летище Андравида. Създадено е през 1961 г. Организационно в него са включени:
- 338 авиоескадрила „Арис“ (338 Μοίρα „Άρης“)
- 336 авиоескадрила „Аякс“ (338 Μοίρα „Αίας“)

## 350 крило управляеми ракети
117 крило управляеми ракети (гръцки: 350 Πτέρυγα Κατευθυνομένων Βλημάτων – 117 ΠКВ) е дислоцирано на територията на цялата страна, а щабът се намира в близост до Атина. Създадената е през 1960 г. Зенитно-ракетна ескадрила „NIKE“ прераства през 1966 г. в Група „NIKE“. През 1999 г. групата е трансформирана в Крило управляеми ракети. Организационно в него са включени:
- 21 ΜΚΒ – 21-ва Ескадрила управляеми ракети – Кератея, Атина – ЗРК MIM-104 Patriot PAC-3

- 22 ΜΚΒ – 22-ра Ескадрила управляеми ракети – Скирос – ЗРК MIM-104 Patriot PAC-3

- 23 ΜΚΒ – 23-та Ескадрила управляеми ракети – Солун – ЗРК MIM-104 Patriot PAC-3

- 24 ΜΚΒ – 24-та Ескадрила управляеми ракети – Солун – ЗРК MIM-104 Patriot PAC-3

- 25 ΜΚΒ – 25-а Ескадрила управляеми ракети – ? – ЗРК MIM-104 Patriot PAC-3

- 26 ΜΚΒ – 26-а Ескадрила управляеми ракети – Ираклион – ЗРК Crotale NG

- ΜΣΚΒ – Ракетно-техническа ескадрила

Освен тези ескадрили има още две зенитно-ракетни ескадрили извън контрола на 350-о Крило
Те за разположени на о-в Крит, въоръжени са със ЗРК С-300ПМУ и са подчинени на съответните бойни групи.

## 126 авиогрупа (полк)
126 авиогрупа (полк) (гръцки: 126 Σμηναρχία Μάχης – 117 ΣΜ) е дислоцирана на летище Ираклио. Създадена е през 1974 г. Организационно в нея са включени:
- 12-а Зенитно-ракетна ескадрила – ЗРК С-300ПМУ, ЗРК Top-M1

## 130 авиогрупа (полк)
130 авиогрупа (полк) (гръцки: 130 Σμηναρχία Μάχης – 130 ΣΜ) е дислоцирана на летище Лимнос. Създадена е през 1974 г. Организационно в нея са включени:

## 131 авиогрупа (полк)
131 авиогрупа (полк) (гръцки: 131 Σμηναρχία Μάχης – 131 ΣΜ) е дислоцирана на летище Актио. Създадена е през 1974 г. Организационно в нея са включени:

## 132 авиогрупа (полк)
132 авиогрупа (полк) (гръцки: 132 Σμηναρχία Μάχης – 132 ΣΜ) е дислоцирана на летище Агринио. Създадена е през 1975 г. Организационно в нея са включени:

## 133 авиогрупа (полк)
133 авиогрупа (полк) (гръцки: 133 Σμηναρχία Μάχης – 133 ΣΜ) е дислоцирана на летище Кастели. Създадена е през 1974 г. Организационно в нея са включени:

## 134 авиогрупа (полк)
134 авиогрупа (полк) (гръцки: 134 Σμηναρχία Μάχης – 134 ΣΜ) е дислоцирана на летище Санторини. Създадена е през 1979 г. Организационно в нея са включени:

## 135 авиогрупа (полк)
135 авиогрупа (полк) (гръцки: 135 Σμηναρχία Μάχης – 135 ΣΜ) е дислоцирана на летище Скирос. Създадена е през 1981 г. Организационно в нея са включени:

## 138 авиогрупа (полк)
138 авиогрупа (полк) (гръцки: 138 Σμηναρχία Μάχης – 138 ΣΜ) е дислоцирана на летище Тимбаки. Създадена е през 1950 г. Организационно в нея са включени:
- 11-а Зенитно-ракетна ескадрила – ЗРК С-300ПМУ, ЗРК Тор-М1